# Peredur
Peredur è il nome di un certo numero di figure semi-leggendarie della Britannia dei secoli bui. Il più conosciuto è quello che appare in alcune fonti letterarie:
- Peredur ab Efrawg - uno dei romanzi gallesi arturiani associati al Mabinogion, che racconta la vita di questo personaggio. L'autore francese Chrétien de Troyes lo trasformò in Percival.
- Vita Merlini, scritta da Goffredo di Monmouth – un Peredur, re del Gwynedd, compare in una battaglia, che potrebbe essere quella di Arfderydd.

Entrambi potrebbero essere identificati con il sovrano britannico settentrionale ricordato nelleTriadi gallesi, secondo cui combatté ad Arfderydd. Insieme a Gwrgi e Arddun, era figlio di Eliffer Gosgorddfawr. Morì con Gwrgi combattendo contro gli angli.
Gli Annales Cambriae dicono che i figli di Eliffer combatterono ad Arfderydd nel 573 e che Peredur and Gwrgi morirono nel 580. Tutto ciò è collegato alla tradizione secondo cui Peredur fondò la città di Pickering, nell'odierno Yorkshire del nord. Perciò, se si considera l'associazione del personaggio del Mabinogion con York, egli potrebbe aver regnato sull'Ebrauc.